# Petrochelidon fluvicola
La golondrina india (Petrochelidon fluvicola) es una especie de ave paseriforme de la familia Hirundinidae propia del subcontinente indio. Es natural de Pakistán, la India, Nepal y Bangladés, aunque suele aparecer como divagante en Sri Lanka, Arabia y Maldivas.